# Demjan Mnohohrischnyj

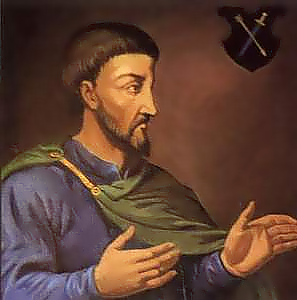
Demjan Mnohohrischnyj

Demjan Mnohohrischnyj oder Demjan Mnogogreschnyj (ukrainisch Дем'ян Многогрішний, russisch Демьян Игнатьевич Многогрешный; * 1631 in Korop; † 1703 in Selenginsk, Russland) war 1669–1672 Ataman der Kosaken in der linksufrigen Ukraine und ein Teilnehmer des Bürgerkriegs, der als „Ruine“ bekannt ist.
Auf Befehl des Hetmans Iwan Samojlowytsch wurde Demjan Mnohohrischnyj des Verrats beschuldigt und 1684 von der zarischen Regierung zur Verbüßung seiner Strafe in die Festung Selenginsk verbannt. Im Jahr 1687 wurde er begnadigt, freigelassen und in den Rang eines russischen Bojaren erhoben, der für den Schutz des Gebiets gegen mongolisch-burjatische Überfälle verantwortlich war.

## Leben
Als Kosakenoberst des Tschernigower-Regiments nahm Mnohohrischnyj 1668 an dem von Hetman Iwan Brjuchowezkyj angeführten Aufstand gegen das Moskauer Reich teil. Im Juni 1668 ernannte ihn der Hetman Petro Doroschenko zum Hetman der linksufrigen Ukraine (östliche Kosakengebiete am Dnepr). Im Herbst 1668 versprach Mnohohrishnyj dem Zaren seine Loyalität, er wurde vom Moskauer Reich anerkannt und am 13. März 1669 zum obersten Hetman für die linksufrige Ukraine gewählt. Bald darauf unterzeichnete er mit Moskau den Vertrag von Gluchow. Mnohohrischnyj erreichte darin, dass Kiew trotz der Bedingungen des 1667 geschlossenen Vertrages von Andrussowo, Teil des linken Dnepr-Ufers bleiben konnte. Mnohohrischnyj versuchte seine Position zu stärken, indem er die Macht seiner politischen Kontrahenten allmählich schwächte.
Ab 1671 führte er mit Doroschenko geheime Verhandlungen über die Möglichkeit des Übergangs des Hetmanats am linken Ufer unter dem Protektorat des Osmanischen Reiches. Diese Politik führte in Moskau und bei vielen seiner Offiziere zu Unmut und Gegnerschaft. In der Nacht vom 12. auf den 13. März 1672 wurde Demjan Mnohohrischnyj von den Kosakenführern Petro Zabila, Iwan Samojlowytsch, Karpo Mokriewich und Rodion Dmytraschko-Raicha mit Unterstützung des Chefs der Moskauer Garnison in Baturyn verhaftet und nach Moskau gebracht, wo Mitte April 1672 sein Prozess begann. Er wurde des Verrats beschuldigt, gefoltert und dann zum Tode verurteilt, das Urteil wurde später in lebenslange Haft umgewandelt. Zusammen mit seiner Familie und seinen Kameraden Matwei Gvintowka und Pawlo Hrybovich wurde er nach Burjatien gebracht und in einem Irkutsker Gefängnis eingesperrt. Später wurde er nach Selenginsk verlegt und nach Angriffen der Burjaten 1688 aus dem Gefängnis befreit, wobei er sich als Befehlshaber profilierte. 1696 trat der ehemalige Hetman als Mönch ins Kloster ein und starb 1703 in Selenginsk.